# 문도 데 후게테
《문도 데 후게테》(스페인어: Mundo de juguete)은 1974년 방영된 멕시코의 텔레노벨라이다.